# Octopus maya
Octopus maya är en bläckfiskart som beskrevs av Voss och Solis Ramirez 1966. Octopus maya ingår i släktet Octopus och familjen Octopodidae. Inga underarter finns listade i Catalogue of Life.